# دودمان هرودیان

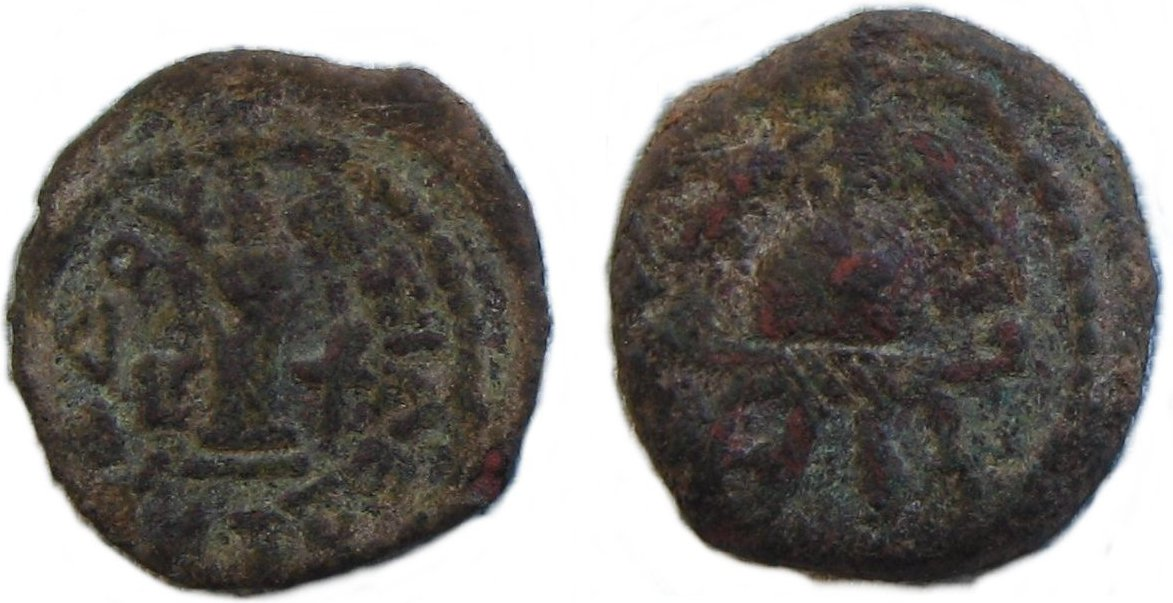
این کتیبه مربوط به دودمان هرودیان یک دودمان سلطنتی که در موزه روم باستان نگهداری میشود

دودمان هرودیان (انگلیسی: Herodian dynasty) یک دودمان سلطنتی از تبار پادشاهی ادوم بود که بر پادشاهی هیرودیایی یهودا و بعداً چهارسالاری هرودی به عنوان یک دولت خراجگزار از امپراتوری روم حکومت می‌کرد.